# Infrardeči astronomski observatorij
Infrardeči astronomski observatorij ali IRAS (angleško Infrared Astronomical Satellite) je bil prvi vesoljski observatorij, ki je v območju infrardečega sevanja opazoval celotno nebo.
Izstrelili so ga 25. januarja 1983. Deloval je samo 10 mesecev. Bil je združeni projekt Združenih držav Amerike (NASA), Nizozemske (Nederlands Instituut voor Vliegtuigontwikkeling en Ruimtevaart ali NIVR) in  Velike Britanije (Science and Engineering Research Council ali SERC).
Observatorij IRAS je bil prvi vesoljski observatorij, ki je nadzoroval celotno nebo v infrardečen območju. Obdelal je 96% neba v valovnih dolžinah 12, 25, 60 in 100 µm. Njegova ločljivost je bila 30" (kotnih sekund) pri valovni dolžini 12 µm do 2 ' (kotna minuta) pri valovni dolžini 100 µm. Observatorij je odkril približnoi 350.000 novih izvorov infrardečega sevanja v vesolju.
Podobno kot pri večini satelitov, ki delujejo v infrardečem območju, je tudi IRAS prenehal delovati zaradi težav s tekočim helijem. Tekoči helij je potreben za hlajenje teleskopa, ki je potrebno za delovanje v infrardečem območju. 22. novembra je prenehal delovati. Temperatura se je na teleskopu tako povišala, da ni bilo možno nadaljnjo opazovanje.

## Drugi infrardeči teleskopi
Sledila je izstrelitev še nekaterih vesoljskih teleskopov, ki so vesolje opazovali v infrardeči svetlobi. To so bili Infrardeči vesoljski observatorij (Infrared Space Observatoy) izstreljen v letu 1995, Spizerjev vesoljski teleskop (Spitzer Space Telescope), izstreljen v letu 2003 in vesoljski teleskop AKARI, izstreljen leta 2006. NASA za ta namen uporablja tudi posebej prirejeno letalo Boeing 747; projekt je imenovan SOFIA (Stratospheric Observatory for Infrared Astronomy).

## Odkritja
Iras je odkril tri asteroide (med njimi apolonski asteroid 3200 Feton), šest kometov in velikansko prašno sled, ki je povezana s kometom 10P/Tempel. Med kometi so najbolj znani 126P/IRAS, 161P/Hartley-IRAS in Komet IRAS-Araki-Alcock (C/1983 H1), ki se je Zemlji najbolj približal v letu 1983.
| 3200 Phaethon   | 11. oktober 1983 |
| 3728 IRAS       | 23. avgust 1983  |
| (10714) 1983 QG | 31. avgust 1983  |

## Zunaje povezave
- Uradna stran satelita IRAS (angleško)